# جون بوي
جون بوي (بالإنجليزية: John Boye)‏ (مواليد 23 أبريل 1987 في أكرا - غانا) لاعب كرة قدم غاني في مركز الظهير الأيمن .

## روابط خارجية
- جون بوي على موقع الاتحاد الدولي (مؤرشف)  (الإنجليزية)
- جون بوي على موقع اتحاد تركيا (لاعب) (الإنجليزية)
- جون بوي على موقع رابطة كرة القدم الفرنسية للمحترفين (الإنجليزية)
- جون بوي على موقع قاعدة بيانات كرة القدم.إي يو (الإنجليزية)
- جون بوي على موقع ليكيب (الفرنسية)
- جون بوي على موقع ناشيونال فوتبول تيمز (الإنجليزية)
- جون بوي على موقع Soccerbase.com (لاعب) (الإنجليزية)
- جون بوي على موقع Soccerway.com (الإنجليزية)
- جون بوي على موقع عالم كرة القدم.نت (الإنجليزية)
- جون بوي على موقع كووورة